# Edgar Barth
Edgar Barth, nemški dirkač Formule 1, * 26. januar 1917, Herold-Erzgebirge, Nemčija, † 20. maj 1965, Ludwigsburg, Nemčija.

## Življenjepis
Debitiral je na domači dirki za Veliko nagrado Nemčije v sezoni 1953, kjer je z dirkalnikom EMW moštva Rennkollektiv EMW odstopil v dvanajstem krogu zaradi okvare izpušnega sistema. V Formuli 1 je v svoji karieri nastopil še na štirih dirkah, Veliki nagradi Nemčije v sezoni 1957, kjer je z dirkalnikom Porsche 550RS zasedel dvanajsto mesto, Veliki nagradi Nemčije v sezoni 1958, kjer je z dirkalnikom Porsche RSK s šestim mestom dosegel uvrstitev kariere, Veliki nagradi Italije v sezoni 1960, kjer je bil z dirkalnikom Porsche 718 sedmi, in Veliki nagradi Nemčije v sezoni 1964, kjer je z dirkalnikom Cooper T66 odstopil v tretjem krogu zaradi okvare sklopke. Umrl je leta 1965.

## Popolni rezultati Formule 1
(legenda) (odebeljene dirke pomenijo najboljši štartni položaj, poševne pa najhitrejši krog, †-uvrščen kljub odstopu)
| Leto | Moštvo                 | Šasija             | Motor          | 1   | 2   | 3   | 4   | 5   | 6       | 7       | 8     | 9     | 10  | 11  | Prv | Toč |
| ---- | ---------------------- | ------------------ | -------------- | --- | --- | --- | --- | --- | ------- | ------- | ----- | ----- | --- | --- | --- | --- |
| 1953 | Rennkollektiv EMW      | EMW                | EMW Straight-6 | ARG | 500 | NIZ | BEL | FRA | VB      | NEM Ret | ŠVI   | ITA   |     |     | -   | 0   |
| 1957 | Dr Ing F Porsche KG    | Porsche 550RS (F2) | Porsche Flat-4 | ARG | MON | 500 | FRA | VB  | NEM 12  | PES     | ITA   |       |     |     | -   | 0   |
| 1958 | Dr Ing F Porsche KG    | Porsche RSK (F2)   | Porsche Flat-4 | ARG | MON | NIZ | 500 | BEL | FRA     | VB      | NEM 6 | POR   | ITA | MAR | -   | 0   |
| 1960 | Dr Ing F Porsche KG    | Porsche 718 (F2)   | Porsche Flat-4 | ARG | MON | 500 | NIZ | BEL | FRA     | VB      | POR   | ITA 7 | ZDA |     | -   | 0   |
| 1964 | Rob Walker Racing Team | Cooper T66         | Climax V8      | MON | NIZ | BEL | FRA | VB  | NEM Ret | AVT     | ITA   | ZDA   | MEH |     | -   | 0   |